# Salmeterol
.
Salmeterol kemijski spoj koji u tijelu čovjek djeluje kao dugodjelujući agonist beta 2 adrenergičkih receptora, te služi kao lijek u liječenju bronhospazma u opstruktivnim bolestima pluća kao što su npr. KOPB ili astma.